# 前588年
| 千纪： | 前1千纪 |
| 世纪： | 前7世纪 \| 前6世纪 \| 前5世纪 |
| 年代： | 前610年代 \| 前600年代 \| 前590年代 \| 前580年代 \| 前570年代 \| 前560年代 \| 前550年代                                                                                     |
| 年份： | 前593年 \| 前592年 \| 前591年 \| 前590年 \| 前589年 \| 前588年 \| 前587年 \| 前586年 \| 前585年 \| 前584年 \| 前583年                                                       |
| 纪年： | 周定王十九年 魯成公三年 齐顷公十一年 晉景公十二年 秦桓公十六年 宋共公元年 楚共王三年 衛定公元年 陈成公十一年 蔡景侯四年 曹宣公七年 郑襄公十七年 燕宣公十四年 杞桓公四十九年 |

## 大事記
- 丘輿之戰，晉國率領諸侯攻打鄭國，鄭公子偃率師迎戰，在東部設埋伏於鄤，又在丘輿(今河南開封縣西南的吹台)大敗晉國與諸侯之師，鄭國派大夫皇戌到楚國向楚共王獻捷。
- 荀首以前597年邲之戰之時俘虜的楚共王異母兄弟公子穀臣交換自己同樣被俘的兒子智罃。
- 公元1950年，首届“世界佛教徒友谊会”于科伦坡举办。会中议决：佛陀成道于公元前588年。